# Campeonato Mundial de Luge de 1970
O Campeonato Mundial de Luge de 1970 foi a 12ª edição da competição e foi disputada entre os dias 31 de janeiro e 1 de fevereiro em Königssee, Alemanha.

## Medalhistas
| Evento                        | Ouro                                   | Prata                                             | Bronze                                               |
| Individual masculino detalhes | FRG Josef Fendt                        | AUT Josef Feistmantl                              | DDR Wolfgang Scheidel                                |
| Individual feminino detalhes  | POL Barbara Piecha                     | FRG Christa Schmuck                               | FRG Elisabeth Demleitner                             |
| Duplas detalhes               | AUT Áustria Manfred Schmid Ewald Walch | DDR Alemanha Oriental Klaus Bonsack Thomas Köhler | DDR Alemanha Oriental Horst Hörnlein Reinhard Bredow |

## Quadro de medalhas
| Ordem | País               |   |   |   |   |
| 1     | Alemanha Ocidental | 1 | 1 | 1 | 3 |
| 2     | Áustria            | 1 | 1 |   | 2 |
| 3     | Polónia            | 1 |   |   | 1 |
| 4     | Alemanha Oriental  |   | 1 | 2 | 3 |